# Chomąto (herb szlachecki)
Chomąto (Pantera) – herb szlachecki.

## Opis herbu
W polu czerwonym chomąto (jarzmo złote) w lewo skos, w klejnocie nad hełmem w koronie takie samo godło.

## Najwcześniejsze wzmianki
Nieznane są średniowieczne pieczęcie przedstawiające herb Chomąto.
Herb najbardziej rozpowszechniony wśród rodzin pruskich. Umieszczony jest na epitafium kanonika warmińskiego Bartłomieja Boreschowa z roku 1426; pierwsza znana zapiska sądowa wymieniająca ten herb pochodzi dopiero z 1547 r. 
(F. Piekosiński, Heraldyka polska wieków średnich, Kraków 1899, s. 249-250). 

## Herbowni
Bocheński, Bochliński, Bolemiński, Bolimiński, Buchwal(ł)dzki, Chomicz, Cicholewski, Ciecholewski, Cygenberg (Cygiemberg), Czadliński, Czechłowski, Dębicki, Knibawski, Knybawski, Krzybawski, Krzykowski, Lamsdorf, Maricius (nobilitacja), Orlewski, Orłowski, Orłowski-Cygiemberg, Paraziński, Sadliński, Schaffter, Suchostrzycki, Sudliński, Sumowski, Szadliński, Topoliński, Ulkowski, Wulkowski, Zaleski